# 漢德縣 (南達科他州)
漢德縣（英語：Hand County）是美國南達科他州中部的一個縣。面積3,730平方公里。根据2010年美國人口普查，共有人口3,431人。縣治密勒（Miller）。
成立於1873年1月8日，縣政府成立於1882年9月1日。縣名紀念達科他準州司法部長、州務卿喬治·H·漢德。